# Alexander Krull
Alexander Krull (nacido el 31 de julio de 1970 en Ludwigsburg, Baden-Württemberg, Alemania), es un cantante y compositor de heavy metal alemán, conocido por ser el vocalista y líder de la banda alemana Atrocity, además de ser el teclista y voz gutural de la banda Leaves' Eyes.
El cantante ha sido productor musical de distintas bandas como Elis, Erben der Schöpfung y Leaves' Eyes. Estuvo casado con la exvocalista de Theatre of Tragedy Liv Kristine Espenæs, con quien tiene un hijo llamado Leon Alexander. Es vegano.

## Discografía

### Con Atrocity
- Hallucinations (1990)
- Todessehnsucht (1992)
- Blut (1994)
- Willenskraft (1996)
- Gemini (2000)
- Atlantis (2004)
- After the Storm (2010)
- Okkult (2013)

### Con Leaves' Eyes
- Into Your Light (Sencillo, 2004)
- Lovelorn (2004)
- Elegy (Sencillo, 2005)
- Vinland Saga (2005)
- Legend Land (EP, 2006)
- We Came with the Northern Winds (DVD-CD, 2009)
- My Destiny (EP, 2009)
- Njord (2009)
- Melusine (EP, 2011)
- Meredead (2011)
- Symphonies of the Night (2013)